# Torrevieja

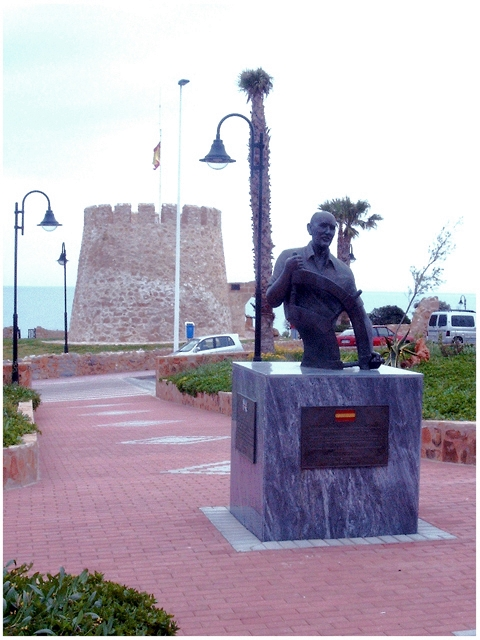
Minnesmärke över Nils Göbel i Torrevieja.

Torrevieja (spanskt uttal: [toreˈβjexa], valencianska: Torrevella) är en stad och kommun i provinsen Alicante i den autonoma regionen Valencia i östra Spanien. Staden ligger vid Medelhavet på Costa Blanca, cirka 44 kilometer sydväst om Alicante. Kommunen har 94 803 invånare (2024), på en yta av 71,76 km².
Torrevieja blev administrativt en stad den 3 mars 1803 när kung Karl IV gav sitt godkännande om att låta Torrevieja ta över saltproduktionen som tidigare tillhört de kungliga saltsjöarna av La Mata.
Staden med omnejd är året runt populär för svenska och norska turister, vilka därför inte sällan även äger fastigheter eller lägenheter i området. Det beräknas att närmare 1 500 svenskar bor permanent i Torrevieja.
Torrevieja har långa och populära badstränder, i söder Playa del Cura och i norr Playa de los Locos och Playa de la Mata. Playa de Los Náufragos är ”spanjorernas egen strand”. De allra flesta badstränder är bemannade med så kallade socorristas – livräddare, från Cruz Roja (Röda Korset). I närområdet finns även relativt många golfbanor.